# Joe F. Edwards
Joe Frank Edwards, född 3 februari 1958 i Richmond i Virginia, är en amerikansk astronaut uttagen i astronautgrupp 15 den 9 december 1994.

## Rymdfärder
- STS-89